# Temnora elisabethae
Temnora elisabethae is een vlinder uit de familie van de pijlstaarten (Sphingidae). De wetenschappelijke naam van de soort werd in 1930 gepubliceerd door Erich Martin Hering.